# File-obelisken

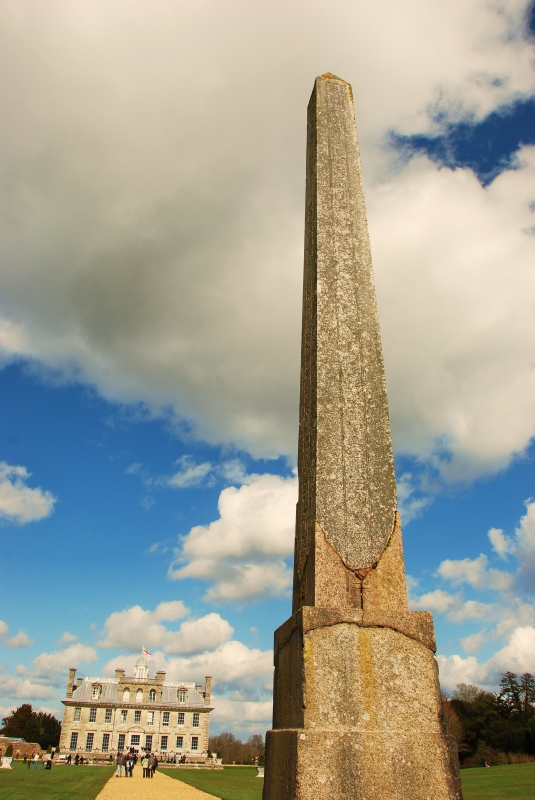
File-obelisken med Kingston Lacy i bakgrunden.

File-obelisken är en av två obelisker som påträffades på ön File i Övre Egypten 1815 och kort därefter förvärvades av William John Bankes. På obelisken finns två inskriptioner, en med hieroglyfer och en annan på klassisk grekiska. Genom att jämföra de båda texterna, trots att de inte var rena översättningar av varandra, trodde Bankes att han kunde återfinna namnen på Ptolemaios och Kleopatra i hieroglyfer; hans identifiering bekräftades senare av Thomas Young och Jean-François Champollion, samt bidrog till Champollions slutgiltiga tolkning av hieroglyferna. Inskriptionen är en framställan från de Egyptiska prästerna i File och de positiva svaren från Ptolemaios VIII Euergetes samt drottningarna Kleopatra II och Kleopatra III. Texterna är daterade till 118/117 f.Kr. 
Under 1820-talet förvärvade Bankes obelisken som hittades i File och lät transportera den till sitt gods Kingston Lacy i Dorset, England. Godset tillhör idag National Trust och obelisken står ännu kvar i dess trädgård.